# Alien Evolution 2
Pour plus de détails, voir Fiche technique et Distribution.
Alien Evolution 2 (Epoch: Evolution) est un téléfilm de science-fiction réalisé par Ian Watson et diffusé le 29 novembre 2003 sur Sci Fi Channel.

## Synopsis
Dix ans après l'arrivée du premier Torus, deux autres monolithes font leur apparition sur Terre. Le Docteur Mason Rand, qui est poursuivi par les adeptes d'une secte nommée La Génèse de la Coalition, afin de l'empêcher de révéler au public les vraies intentions des Aliens, va devoir encore une fois trouver le moyen de mettre hors d'état de nuire les extra-terrestres ...

## Fiche technique
- Tire original : Epoch: Evolution
- Titre français : Alien Evolution 2
- Réalisateur : Ian Watson
- Scénario : Jonathan Raymond et Sam Wells
- Producteurs : Jeffery Beach, Phillip J. Roth et T.J. Sakasegawa
- Producteurs exécutifs : James Hollensteiner, Thomas J. Niedermeyer Jr., Ken Olandt, Richard Smith et Thomas P. Vitale
- Musique : Jamie Christopherson
- Directeur de la photographie : Lorenzo Senatore
- Montage : Ken Peters
- Décors : Kes Bonnet
- Costumes : Irina Kotcheva
- Effets spéciaux de maquillage : Mariana Love et Petya Simeonova
- Effets visuels : Steve Graves
- Production : United Film Organization
- Distribution : Torus Productions LLC
- Durée : 94 minutes
- Langue : anglais
- Pays :  États-Unis -  Bulgarie

## Distribution
- David Keith : Mason Rand
- Angel Boris : Sondra
- Billy Dee Williams : Ferguson
- Brian Thompson : Capitaine Tower
- Jeffrey Gorman : Doyle
- P.K. Ewing : Wilkes
- Velizar Binev : Samuel
- Biliana Petrinska : Gordeova

## DVD
Le film est sorti sur le support DVD en France :
- Alien Evolution 2 (DVD-5 Keep Case Metalmate) sorti le 4 juin 2009 édité et distribué par First International Production. Le ratio écran est en 1.33:1 plein écran 4:3. L'audio est en Français 5.1 Dolby Digital sans sous-titres français. En supplément la bande annonce du film. Il s'agit d'une édition Zone 2 Pal[1].